# Becher Point
Becher Point är en udde i Australien. Den ligger i kommunen Rockingham och delstaten Western Australia, omkring 49 kilometer söder om delstatshuvudstaden Perth.
Runt Becher Point är det tätbefolkat, med 257 invånare per kvadratkilometer.. Närmaste större samhälle är Rockingham, omkring 12 kilometer norr om Becher Point. 
Genomsnittlig årsnederbörd är 1 018 millimeter. Den regnigaste månaden är maj, med i genomsnitt 176 mm nederbörd, och den torraste är februari, med 9 mm nederbörd.